# Jamay
Jamay es una población del estado de Jalisco en México. Jamay también es la cabecera municipal, ubicada entre la carretera Ocotlán-La Barca. Se encuentra de Ocotlán a 9 km y de La Barca a 16 km.
El significado etimológico de su nombre Jamay, Xaiman, Xamayan, es bastante discutido. Algunas interpretaciones que se han hecho de su nombre son: Lugar del rey Amulteca Xama; o lugar donde se fabrican adobes.
El jugador de fútbol profesional Daniel Jiménez es oriundo de este municipio. Las celebraciones de Jamay son a La Virgen del Rosario en la parroquia, San Antonio, San Isidro, La Virgen de Guadalupe en "La Capilla", Santa María Magdalena y el Divino Niño, Sin embargo la más conocida es Corpus Christi, es la más representada aunque no es la oficial.

## Historia
En una relación escrita por orden de Don Antonio de Medina, alcalde mayor y corregidor, y fechada el 9 de marzo de 1585 se han encontrado importantes datos del histórico pasado de la población, como el siguiente:
El pueblo de Zamayn “[...] que antiguamente llamaron así los naturales que vinieron del pueblo de Xocotitlán, que por otro nombre decían Tecpoyotlan, vinieron a poblar con ellos donde antiguamente vivieron sus antepasados, y fue su origen en principio, por lo cual no saben que quiere decir Xamayn, por no haber quedado ninguno de los que fueron naturales mansos del lugar, por su fin y muertes; y eran los más mercaderes [...]”
La fundación se realizó cuando el cacique de Cuitzeo ordenó a varias familias que vigilaran los movimientos de los purépechas que frecuentemente incursionaban por los ríos, ahora conocidos por Lerma, Zula y Santiago. Fue un sitio estratégico para los aborígenes, utilizado también por los españoles que venían de La Barca.
En 1529 llega Nuño de Guzmán a Coynan, enviando emisarios a las regiones circunvecinas, entre ellas Cuitzeo.
De acuerdo con la “Descripción de la Nueva Galicia” de Domingo Lázaro de Arregui, en el siglo XVII, la jurisdicción de la alcaldía mayor de Poncitlán comprendía los pueblos de: Chinaguatengo (hoy La Barca), Xamay, Cuiceo, Ocotlán, Ayo y Atotonilco, siendo todos ellos doctrina de religiosos agustinos que residían en Ocotlán. Agrega la misma fuente que: “[...] los indios de esta jurisdicción casi todos se ocupan en pescar en la laguna y río, y llevan a la ciudad los viernes muy buen pescado de vender y al repartimiento [...]”
En 1825 ya tenía ayuntamiento y en 1833 ya se menciona como municipio, aunque no hay noticias de cuando se erigió ni cuando se suprimió ya que en 1890 se anota como comisaría de elección popular del municipio de Ocotlán, con categoría de pueblo.
Desde 1825 hasta 1914 perteneció al 3.er. cantón de La Barca. Por decreto número 1,785, publicado el 6 de abril de 1914, se erige en municipalidad la comisaría política y judicial de Jamay, teniendo por cabecera a dicho pueblo y comprendiendo en su jurisdicción las rancherías y haciendas de Capulines, Maltaraña, San Agustín y San Miguel de la Paz.

## Economía
Jamay, al ubicarse al este de la ribera del Lago de Chapala, se convierte en un centro turístico para recibir a turistas nacionales e internacionales. Es un excelente lugar para practicar deportes acuáticos.
Se cuenta con 7 templos e iglesias, siendo dos de ellos miradores. Un mirador se encuentra en el cerro de La Santa Cruz, donde se puede apreciar el lago de Chapala y todo el poblado; el otro se encuentra un poco antes y a más baja altura, el mirador de La Capilla de La Virgen de Guadalupe.
En el tramo carretero de Jamay-Ocotlán, se encuentra la zona gastronómica más importante de la Ribera de Chapala, donde centros botaneros y restaurantes preparan los platillos tradicionales de la región.
La agricultura de riego y de temporal ayudan a la economía del municipio, siendo uno de los mejores productores agrícolas del estado de Jalisco, en relación territorio-producción.
La ganadería es otra actividad económica, en la cual se obtienen lácteos de origen vacuno y caprino.
La pesca ha decaído por la sobreexplotación de la tilapia y la carpa, por no respetar las vedas de pesca en el Lago de Chapala. Se cuenta con granjas acuícolas partículares.
Las industrias son escasas, los gobiernos municipales, estatales y federales implementan diversos programas para ayudar a la pequeña empresa.

## Escuelas
- Escuela Juan Bravo[cita requerida]
- Escuela Juárez[cita requerida]
- Escuela Ricardo flores Magon
- escuela Bernardina fierro
- Escuela Secundaria Técnica #16
  - Preparatoria Regional de Jamay